# Prefektura Gifu

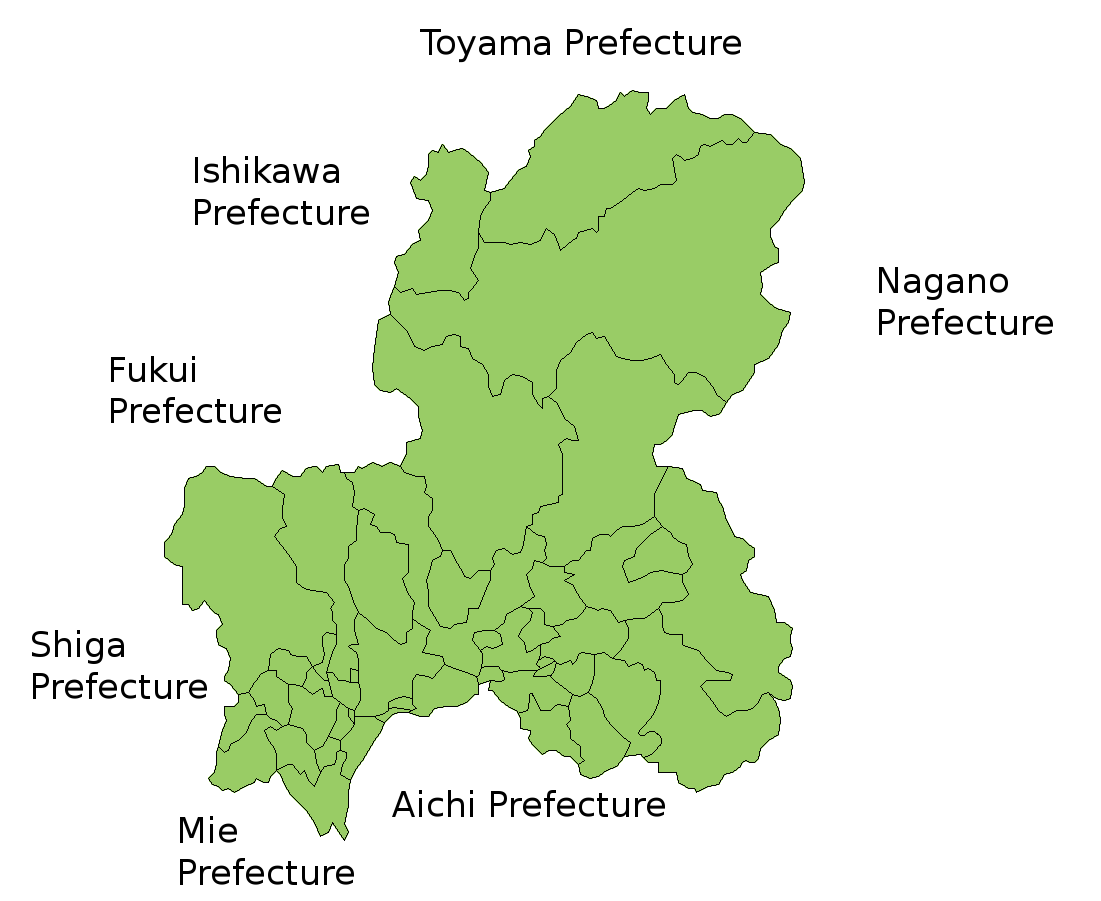
Mapa prefektury Gifu

Prefektura Gifu (japonsky: 岐阜県, Gifu-ken) je jednou ze 47 prefektur Japonska. Nachází se na ostrově Honšú, v regionu Čúbu. Hlavním městem je Gifu.
Prefektura má rozlohu 10 598,18 km² a k 1. listopadu 2006 měla 2 104 840 obyvatel.

## Historie
Prefektura Gifu se skládá ze dvou dřívějších provincií Hida a Mino. Oblasti dal jméno Oda Nobunaga během svého tažení za sjednocení Japonska. V minulosti byla oblast dnešní prefektury Gifu centrem výroby mečů pro celé Japonsko. Dnes je zde soustředěn hlavně módní a letecký průmysl.

## Geografie
Prefektura Gifu je jednou z mála japonských prefektur bez přístupu k moři. Sousedí s celkem 7 prefekturami: Aiči, Fukui, Išikawa, Mie, Nagano, Šiga a Tojama.
Severní oblast Hida je hornatá, leží zde například i Japonské Alpy. V jižní oblasti Mino se nachází velké pláně s ornou půdou. Většina z obyvatel prefektury je soustředěna na jihu poblíž města Nagoja.

### Města
V prefektuře Gifu je 21 velkých měst (市, ši):
| - Ena (恵那) - Gero (下呂) - Gifu (岐阜, hlavní město) - Gudžó (郡上) - Hašima (羽島) - Hida (高山) - Jamagata (山県) | - Kakamigahara (各務原) - Kani (可児) - Kaizu (海津) - Mino (美濃) - Minokamo (美濃加茂) - Mizuho (瑞穂) - Mizunami (瑞浪) | - Motosu (本巣) - Nakacugawa (中津川) - Ógaki (大垣) - Seki (関) - Tadžimi (多治見) - Takajama (高山) - Toki (土岐) |

## Zajímavosti
V prefektuře leží vesnice Širakawa, která je společně s vesnicí Gokajama z prefektury Tojama zapsána na Seznamu světového dědictví UNESCO (viz Širakawa-gó a Gokajama) pro svou jedinečnou lidovou architekturu.